# محاكمة ميلش

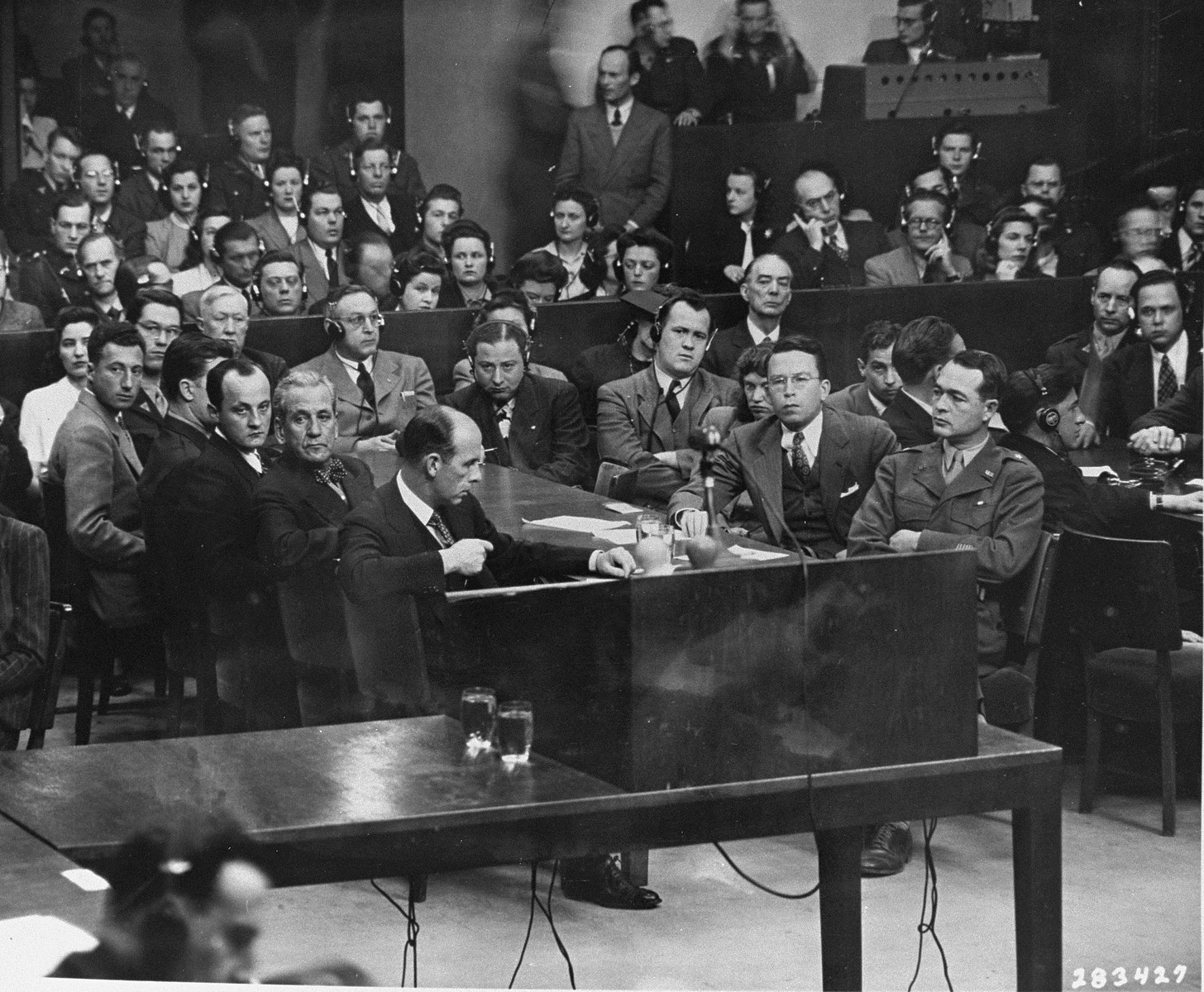

كانت محاكمة ميلش، أو كما سميت رسميًا (الولايات المتحدة ضد إرهارد ميلش) هي المحاكمة الثانية من ضمن المحاكمات الاثنتي عشرة التي أجرتها السلطات الأمريكية لجرائم الحرب في منطقة سيطرتها في ألمانيا في نورمبرغ بعد نهاية الحرب العالمية الثانية. أُجريت جميع هذه المحاكمات الاثنتي عشرة أمام المحاكم العسكرية الأمريكية لا أمام المحكمة العسكرية الدولية، ولكنها جرت في نفس الغرف في قصر العدل.
تعرف المحاكمات الأمريكية الاثنتي عشرة باسم «محاكمات نورمبرغ اللاحقة» أو بشكل أكثر رسمية «محاكمات مجرمي الحرب أمام محاكم نورمبرغ العسكرية». اتهم المشير السابق للوفتفاته إرهارد ميلش بارتكاب جرائم حرب وجرائم ضد الإنسانية وقُدّمت لائحة الاتهام في 14 نوفمبر 1946. لُخّصت تهم ميلش من قبل أحد قضاة المحكمة (مايكل موسمانو) على النحو التالي:
1. اتُّهم إرهارد ميلش بارتكاب جرائم الحرب عن قصد بصفته رئيسًا في المؤسسات التي احتوت على عمال من العبيد، واتُّهم أيضًا بالمشاركة عن قصد وعلم بالمؤسسات التي تستخدم الأسرى في عمليات الحرب وهذا ما يعتبر مخالفًا للاتفاقيات الدولية وقوانين وأعراف الحرب.
2. اتُّهم ميلش بالمشاركة عن قصد في الشركات التي تقوم بتجارب طبية قد تكون قاتلة على العاملين بها من دون موافقتهم.
3. يُتّهم ميلش في الفقرة الاتهامية الثالثة بالمسؤولية عن عمل العبيد والتجارب الطبية القاتلة بنفس الطريقة المشار إليها في التهتمين الأولى والثانية باستثناء وحيد أنه في الفقرة الثالثة أُعلن أن الضحايا المزعومين هم رعايا ألمان ومواطنون من دول أخرى.

القضاة الذين نظروا في قضية ميلش هم روبرت م.تومس (رئيس القضاة) من ديترويت ميشيغان وفيتزروي دونالد فيليبس من نورث كارولينا ومايكل أ.موسمانو من بيترسبرغ في بنسلفانيا وجون جي سبايت من ألاباما (تواجد كقاضٍ بديل)، والمدعي عام هو تيلفورد تايلور وكبير محامي الادعاء هو كلارك ديني، ومن بين المحامين المساعدين للادعاء كان جيمس س.كونواي ودوروثي م.هنت وهنري ت.كينغ الابن وريمون ج.مكماهون الابن وموريس سي مايرز، أما مستشارو الدفاع فهما فريدريش بيرجولد وفيرنر ميلش (شقيق المدعى عليه).
ادعى ميلش في 20 ديسمبر 1946 أنه بريء من جميع التهم الموجهة إليه، لكن استمرت المحاكمة من 2 يناير 1947 وحتى 16 أبريل 1947، ووجدت أن ميلش مذنب بالتهمتين الأولى والثالثة لكنها برأته من التهمة الثانية من اللائحة. في 17 أبريل 1947، حُكم على ميلش بالسجن مدى الحياة في سجن ريبدورف بالقرب من ميونخ، ولكن الحكم قد خُفّف من قبل المفوض السامي لألمانيا جون ج.ماكلوي في 1951 ليصبح حكمه السجن لمدة 15 عامًا قبل أن يُطلق سراحه في يونيو 1954.
قدم ميلش طلبًا خلال سنوات سجنه للحصول على إذن لإعادة المثول أمام المحكمة العليا في الولايات المتحدة الأمريكية، لكن المحكمة رفضت الإذن بعد التصويت لأسباب قضائية، رغم أن نتيجة التصويت هي 4 مقابل 4، إذ وافق أربعة قضاة هم (جي جي. بلاك ودوغلاس ومورفي ورتليدج) على منح ميلش فرصة لعقد جلسة استماع كاملة حول القضية، لكن القاضي جاكسون، الذي كان هو المدعي العام الرئيسي خلال جرائم في نورمبرغ، أخرج نفسه من القضية.